# Исландия (телеканал)
«Исландия» (укр. «Ісландія» — украинский информационно-познавательный телеканал, интегрированный с одноимённым интернет-проектом пророссийского  чёрного политтехнолога Владимира Петрова.
Канал «Исландия» был отмечен в распространении российской пропаганды, в эфирах канала распространяли оскорбления в адрес военнослужащих ВСУ, угрозы и оскорбления в адрес украинских журналистов. Также «Исландию» обвиняли в распространении мизогинных нарративов. В 2023 году Национальный совет Украины по вопросам телевидения и радиовещания дважды назначал внеплановую проверку канала из-за ненормативной лексики в эфирах. По результатам проверки 21 декабря 2023 года регулятор оштрафовал телеканал.

## История
11 июля 2019 года телеканал «Исландия» получил лицензию от Национального совета Украины по вопросам телевидения и радиовещания. Согласно данным на сайте Нацсовета, основатель и главный владелец канала — пророссийский черный политтехнолог Владимир Петров (владеет 94% уставного капитала, еще по 3% у соучредителей канала — блогера Александра Барабошко и директора канала Павла Немерюка). 1 июня 2020 года канал начал спутниковое вещание со спутника Azerspace-1, но после вступления в силу закона «О медиа» в июле 2023 года «Исландия» сменила технологию на интернет-вещание (ОТТ).
26 октября 2023 года Национальный совет по вопросам телевидения и радиовещания назначил внеплановую проверку канала «Исландия». Нацсовет получил жалобу от журналиста Дмитрия Гордона на эфир канала. Регулятор провел мониторинг и зафиксировал наличие нецензурной лексики в программах «Розрив» и «Супер live» с участием Владимира Петрова. По словам члена Нацсовета Максима Оноприенко, согласно Закону «О медиа», распространение нецензурных слов может нанести вред психическому и моральному развитию детей. В то же время в упомянутых программах канала «Исландия» не было отметок или предупреждений об этом. По результатам проверки 21 декабря регулятор оштрафовал телеканал на 268 тысяч гривен.
Телеканал участвовал в конкурсе на вещание в государственном мультиплексе МХ-7 цифровой эфирной сети DVB-T2. По результатам конкурса, объявленные регулятором 31 октября 2023 года, Нацсовет отказал «Исландии» в лицензии на цифровое вещание. Представители регулятора, в частности, отметили при обсуждении, что Владимир Петров и другие ведущие канала в своих эфирах говорили откровенную ложь в адрес регулятора. По словам членов Нацсовета, регулятору неоднократно поступали жалобы на обсценную лексику и мат в эфирах канала.
11 декабря 2023 года Национальный совет Украины по вопросам телевидения и радиовещания назначил еще одну внеплановую проверку «Исландии» из-за ненормативной лексики в программе «Супер live».

## Скандалы

### Пророссийские нарративы
В одном из эфиров канала «Исландия» гостем у Петрова был Дмитрий Василец, политик и глава запрещенной в Украине пророссийской политической партии «Держава», который после начала полномасштабного российского вторжения повторял пропагандистскую ложь Кремля, что «Украина заслужила быть уничтоженной», потому что «восемь лет уничтожала Донбасс». В 2015 году Василец был арестован по подозрению в помощи российским наемникам и содействии сепаратистскому телеканалу «Новороссия ТВ», но отпустили на свободу в 2018 году. В 2020 году Петров во время общения с Васильцом хвалит его за то, что тот провел в СИЗО более двух лет за свою пророссийскую позицию, и это, по мнению политтехнолога, означает, что у Васильца «системный подход».
Если террорист с украинским паспортом ради свободы Украины в Крыму реально взорвет бомбу, он будет преступником для меня.Владимир Петров

### Провокации против украинского языка
В 2021 году, в одном из эфиров на канале «Исландия» была устроена Владимиром Петровым провокация на тему украинского языка. Он выложил ролик, в котором раскритиковал украинский язык и заявил, что по звучанию он похож на плетущуюся телегу.
Я год ломаю язык, свой прекрасный русский язык украинским, заставляю себя, мучаю себя. Это сильное физическое и интеллектуальное мучение потому, что образованному человеку трудно разговаривать примитивным украинским языком. Но я должен это делать, потому, что есть закон, закон, который я обязан выполнять.Владимир Петров
Он рассказывал, что русский язык проще, в украинском же есть буквы, которые трудно произносить.
Конечно русский язык красивее, четче, в украинском языке куча буквы "л", которую трудно выговаривать, такое ощущение, что, когда говоришь, что-то мешает во рту. Русский язык – это, как ракета, которая взлетает в космос, украинский язык – как телега, которая плетется.Владимир Петров

### Оскорбления украинских военных
После начала полномасштабного российского вторжения в Украину в 2022 году, на канале «Исландия», в одном из эфиров, ведущий Владимир Петров оскорблял военного. Он записал видеообращение к украинскому военнослужащему, старшему сержанту ВСУ Олегу Барне, назвав его хуже российских оккупантов. 17 апреля 2023 года Олег Барна погиб во время боевых действий на фронте возле Угледара.
После того, как я с ним закончу, то он проглотит, это первое. Второе, я хочу, чтобы вы запомнили и я это говорю - Олег Барна, хуже российских военных. Олег Барна хуже оккупанта, потому что это человек, который сейчас надел украинскую военную форму, взял в руки оружие и позволяет себе угрожать гражданскому населению. Для меня все остальное не имеет никакого значения.Владимир Петров

### Угрозы украинским журналистам
В течение 2023—2024 годов в эфирах канала «Исландия» распространяли угрозы и оскорбления в адрес журналистов.
23 октября 2023 года ведущий Владимир Петров в эфире программы «Супер live» пригрозил «наказанием» шеф-редактору «Детектор медиа» Наталье Лигачевой за ее слова о его работе на Офис президента и связи с титушками.
Лигачева — я сразу предупреждаю — будет наказана.Владимир Петров
В порядке, предусмотренном законом?Сергей Иванов
Нет, это я буду решать, как она будет наказана.Владимир Петров
Юрист Института массовой информации (ИМИ) Роман Головенко отмечает, что в конце видео Сергей Иванов обращался к Владимиру Петрову с просьбой прекратить спич и не угрожать и подчеркнул, что эти слова расценил как угрозы даже коллега по эфиру. Юрист правозащитного центра «Смена» Даниил Попков пояснил, что слова Петрова в отношении Натальи Лигачевой подпадают под статью 345-1 Уголовного кодекса Украины — угроза или насилие в отношении журналиста. Он подчеркнул, что слова Лигачевой о деятельности Петрова, из-за которых он ей угрожал, были сказаны публично, их можно трактовать как журналистскую деятельность, а значит, действие статьи охватывает этот случай.
27 октября 2023 года, в эфире «Исландии», Петров назвал «эскортницами» шеф-редактора издания «Детектор медиа» Наталью Лигачеву, главных редакторов «Зеркало недели» и «НВ» — Юлию Мостовую и Виталия Сыча. 7 ноября Петров обозвал журналистов «Украинской правды» «вафлистами».
В эфирах программы «Чорний розрив» на канале «Исландия», Владимир Петров, обсуждая с коллегой Сергеем Ивановым журналиста Дмитрия Гордона, неоднократно оскорблял его мать, Мину Давидовну, которой не стало еще в 2018 году.

### Обвинения в сексизме
В течение 2023—2024 годов канал «Исландия» обвиняют в распространении мизогинних нарративов, а ведущих канала обвиняют в проявлении сексизма во время эфиров. В частности, Владимир Петров и Сергей Иванов неоднократно высказывались негативно в сторону Марии Ефросининой, певицы alyona alyona и унижал их.
На высказывания Петрова и Иванова alyona alyona отреагировала в Instagram. Она напомнила, что это не первое публичное оскорбление с их стороны в ее адрес. Певица опубликовала другое видео, в котором ведущие «Исландии» называли ее «хабалкой» и обсуждали, при каком условии посадили бы ее «себе на ручки». Она добавила, что ей стыдно слышать такие реплики в украинском информационном пространстве и она думает подать в суд на Иванова и Петрова.
Телеведущая Маша Ефросинина также отреагировала на скандал с Alyona Alyona, заявив, что она «едва ли не самая первая женщина, с которой они начали оббивание своих мизогинных нарративов». И добавляет, что она «никогда не привлекала внимания к этому». «Для меня они просто как уличная помойка, мимо которой я каждое утро прохожу, не поворачивая головы», — отметила Ефросинина.
Также Маша Ефросинина считает, что «невозможно закенселить то, что изначально не имело социального веса и репутации».

## Программы
- Супер Live
- Петров Live
- Антиподи
- Розрив
- Чорний розрив
- 10 тупих запитань
- Музика для сну
- Клуб мародерів
- Центр прийняття рішень
- Рада нацбезпеки

## Критика
Шеф-редактор портала «Детектор медиа» Наталья Лигачева возмутилась тем, что Национальный совет Украины по вопросам телевидения и радиовещания дал лицензию каналу «Исландия». «То, что Нацсовет дал «Исландии» лицензию, — это нонсенс. Это — черные политтехнологи, которые работают на Офис президента, которым не место ни в марафонах, ни в ютубе, нигде», — отметила Лигачева.